# Тхальчхум
Тхальчху́м (кор. 탈춤, «тхаль» — маска, «чхум» — танец) — корейский традиционный танец в масках. Предположительно этот жанр сформировался в эпоху Трёх корейских государств. Тхальчхум — это исполнительское искусство, которое включает в себя не только танец, но и театральное представление. Основные темы тхальчхума включают изгнание злых духов, высмеивание элиты высшего сословия, указание на абсурдность патриархального общества и изображение радостей и горестей простых людей. Зрители обычно бурно реагируют на развитие сюжета, то аплодируя актёрам, то освистывая их, и всегда могут присоединиться к танцу.
Тхальчхум был внесён в список нематериального культурного наследия ЮНЕСКО.
Некоторые представления-тхальчхум представляют собой сатиру на чосонское дворянство и коррумпированную аристократию. Некоторые танцы в масках носят ритуальный характер. У масок есть собственные названия-амплуа: юная невеста, конфуцианский учёный, дворянин, мясник, вдова и т. д.
Музыкальное сопровождение танцев тхальчхум создавалось с использованием традиционных корейских инструментов: гонга-кквэнгвари, флейты-тансо, губной гармоники сэнхван и т. п.
Известные тхальчхум:
- «Понса́н тхальчхум» («Танцы в масках уезда Понсан»[6][4])

С 1997 года в Андоне проходит фестиваль танца тхальчхум. Во время фестиваля проходит конкурс танцев в масках, художественные выставки, мастер-классы по изготовлению масок, изучение танцевальных движений, народные корейские игры.